# Weinberg bei Rühle
Der Weinberg bei Rühle ist ein ehemaliges Naturschutzgebiet in der niedersächsischen Stadt Bodenwerder in der Samtgemeinde Bodenwerder-Polle im Landkreis Holzminden.

## Allgemeines
Das ehemalige Naturschutzgebiet mit dem Kennzeichen NSG HA 107 ist 13 Hektar groß. Es ist Bestandteil des FFH-Gebietes „Burgberg, Heinsener Klippen, Rühler Schweiz“. Das Gebiet stand seit dem 14. August 1986 unter Naturschutz. Zum 10. Dezember 2020 ging es im neu ausgewiesenen Naturschutzgebiet „Südliche Burgberghänge, Weinberge bei Holenberg und Rühle“ auf. Zuständige untere Naturschutzbehörde war der Landkreis Holzminden.

## Beschreibung
Das ehemalige Naturschutzgebiet liegt nordöstlich von Rühle, einem Ortsteil von Bodenwerder, im Westen des Vogler innerhalb des Naturparks Solling-Vogler. Es stellte einen Teil des Weinberges, der historisch zum Kloster Amelungsborn gehörte, unter Schutz. Dieser wird von einem südexponierten Kalktrockenrasen auf flachgründigem Muschelkalkgestein geprägt, der zur Pflege mit Schafen beweidet wird. Angrenzend wachsen Kalkbuchenwälder mit zahlreichen Orchideen, die auf dem Kamm und am Nordhang des Weinberges noch Niederwaldcharakter haben. Im Süden des Gebietes befindet sich eine Obstbaumwiese.
Auf dem Weinberg befindet sich ein Denkmal zu Ehren des Braunschweiger Herzogs Wilhelm. Teile des Naturschutzgebietes sind über einen etwa zwei Kilometer langen Rundwanderweg erlebbar.